# Wertijiwka (Nischyn)
Wertijiwka (ukrainisch Вертіївка; russisch Вертиевка Wertijewka) ist ein Dorf im Zentrum der ukrainischen Oblast Tschernihiw mit etwa 3800 Einwohnern (2004).

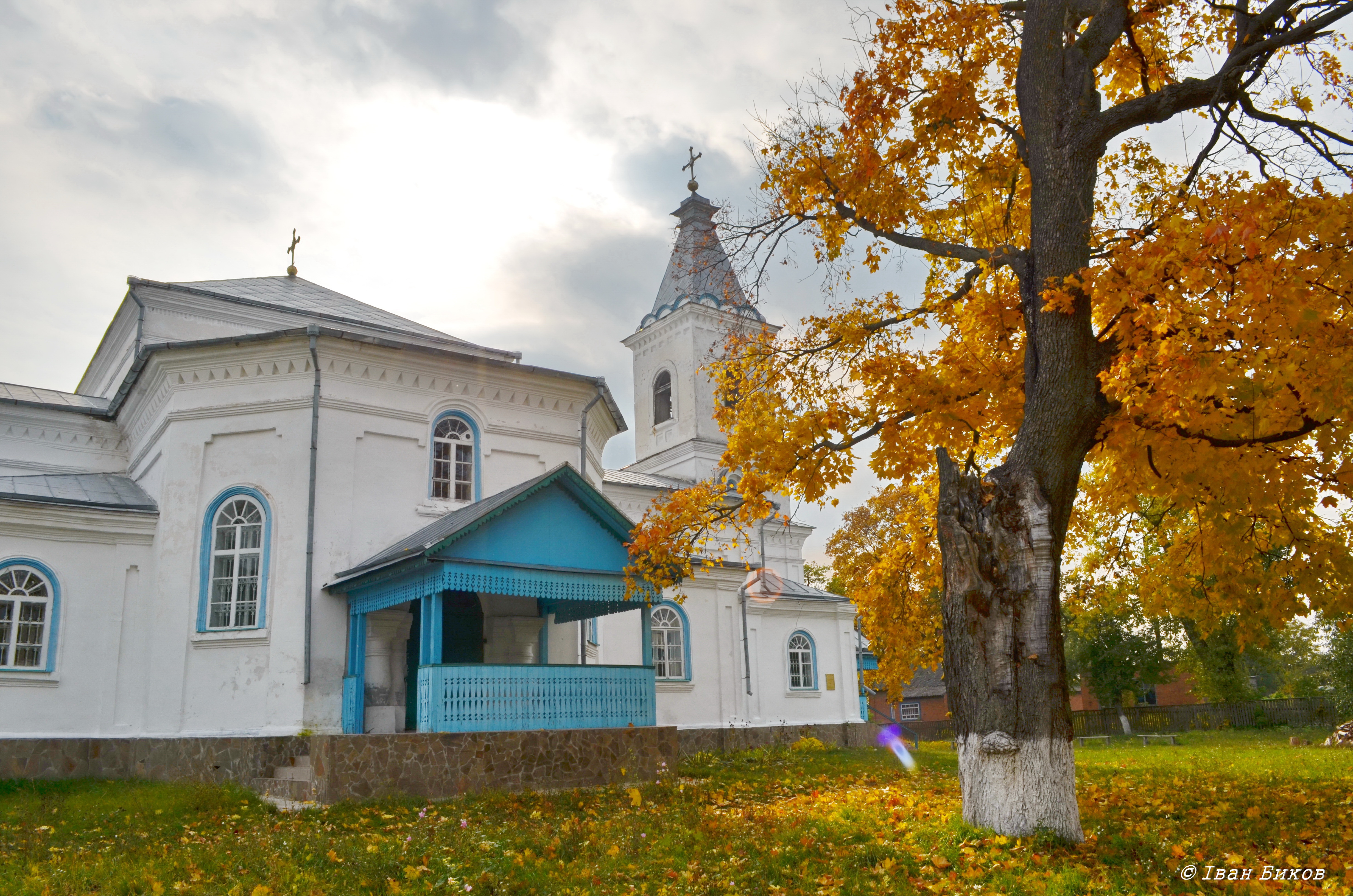
St. Nikolauskirche in Wertijiwka

Das um 1600 gegründete Dorf war bis zum 29. April 1992 eine Siedlung städtischen Typs.
1887 wurde die unter Denkmalschutz stehende, steinerne St.-Nikolaus-Kirche an Stelle eines hölzernen Vorgängerbaus errichtet.

## Geographie
Die Ortschaft liegt am Ufer des Flüsschens Krutonosiwka (Крутоносівка) nördlich der Fernstraße M 02/ E 101 18 km nördlich vom Rajonzentrum Nischyn und etwa 75 km südöstlich der Oblasthauptstadt Tschernihiw. Wertijiwka besitzt eine Bahnstation an der Bahnstrecke Tschernihiw–Nischyn.

## Verwaltungsgliederung
Am 31. August 2015 wurde das Dorf zum Zentrum der neugegründeten Landgemeinde Wertijiwka (Вертіївська сільська громада/Wertijiwska silska hromada). Zu dieser zählten auch die 9 Dörfer Bobryk, Choljawky, Chomyne, Kabluky, Kardaschi, Mala Koscheliwka, Nysy, Radhospne und Tytiwka sowie die Ansiedlung Junist, bis dahin bildete es zusammen mit den Dörfern Bobryk, Choljawky, Chomyne, Kabluky, Kardaschi, Nysy, Radhospne und Tytiwka sowie der Ansiedlung Junist die gleichnamige Landratsgemeinde Wertijiwka (Вертіївська сільська рада/Wertijiwska silska rada) im Norden des Rajons Nossiwka.
Am 11. Juni 2018 kamen noch die 6 Dörfer Beresanka, Duboluhiwka, Lissowe, Sanky, Tschernjachiwka und Welyka Koscheliwka zum Gemeindegebiet, am 12. Juni 2020 noch weitere 7 in der untenstehenden Tabelle aufgelisteten Dörfer.
Folgende Orte sind neben dem Hauptort Wertijiwka Teil der Gemeinde:
| Name                     | Name             | Name                                     |
| ukrainisch transkribiert | ukrainisch       | russisch                                 |
| ------------------------ | ---------------- | ---------------------------------------- |
| Beresanka                | Березанка        | Березанка                                |
| Bobryk                   | Бобрик           | Бобрик (Bobrik)                          |
| Choljawky                | Холявки          | Холявки (Choljawki)                      |
| Chomyne                  | Хомине           | Хомино (Chomino)                         |
| Duboluhiwka              | Дуболугівка      | Дуболуговка (Dubolugowka)                |
| Jablunewe                | Яблуневе         | Яблоневое (Jablonewoje)                  |
| Junist                   | Юність           | Юность (Junost)                          |
| Kabluky                  | Каблуки          | Каблуки (Kabluki)                        |
| Kardaschi                | Кардаші          | Кардаши                                  |
| Kolisnyky                | Колісники        | Колесники (Kolesniki)                    |
| Kukschyn                 | Кукшин           | Кукшин (Kukschin)                        |
| Lissowe                  | Лісове           | Лесовое (Lessowoje)                      |
| Lypiw Rih                | Липів Ріг        | Липовый Рог (Lipowy Rog)                 |
| Mala Koscheliwka         | Мала Кошелівка   | Малая Кошелевка (Malaja Koschelewka)     |
| Mylnyky                  | Мильники         | Мыльники (Mylniki)                       |
| Nysy                     | Низи             | Низы (Nisy)                              |
| Perechodiwka             | Переходівка      | Переходовка (Perechodowka)               |
| Sanky                    | Заньки           | Заньки (Sanki)                           |
| Srub                     | Зруб             | Зруб                                     |
| Stodoly                  | Стодоли          | Стодолы                                  |
| Tschernjachiwka          | Черняхівка       | Черняховка (Tschernjachowka)             |
| Tytiwka                  | Титівка          | Титовка (Titowka)                        |
| Welyka Koscheliwka       | Велика Кошелівка | Великая Кошелевка (Welikaja Koschelewka) |

## Persönlichkeiten
Im Dorf kam am 31. Dezember 1891jul. / 12. Januar 1892greg. der sowjetische Generaloberst Michail Petrowitsch Kirponos und am  21. März 1929 der ukrainische Schriftsteller Jurij Muschketyk zur Welt.